# Niamana
Niamana is een gemeente (commune) in de regio Ségou in Mali. De gemeente telt 28.100 inwoners (2009).
De gemeente bestaat uit de volgende plaatsen:
- Debenso-Bambara
- Debenso-Kéfongo
- Fanso-Bambara
- Fanso-Peulh
- Kafono
- Konosso-Bambara
- Niabougou
- Niamana Bancouma
- Niamana Bélédala
- Niamana Kofigue
- Niamana Mansoumana
- Niamana Sobala (hoofdplaats)
- Niamana Socourani
- Niamana Tiékosso
- Niamana Wèrèbala
- Séréniana